# Sceptridium formosanum
Sceptridium formosanum là một loài dương xỉ trong họ Ophioglossaceae. Loài này được Tagawa Holub mô tả khoa học đầu tiên năm 1973.